# Prague Challenger 1996
Il Prague Challenger 1996 è stato un torneo di tennis giocato sulla terra rossa. 
È stata la 6ª edizione del torneo, facente parte della categoria ATP Challenger Series nell'ambito dell'ATP Challenger Series 1996.
Il torneo è stato giocato dal 22 al 28 aprile, a Praga in Repubblica Ceca

## Vincitori

### Singolare
Galo Blanco ha battuto in finale  Gustavo Kuerten con il punteggio di 6–1, 6–2

### Doppio
Donald Johnson /  Francisco Montana hanno battuto in finale  Aleksandar Kitinov /  Sébastien Leblanc con il punteggio di 3–6, 6–3, 6–1